# Club Deportivo Utrera
El Club Deportivo Utrera es un club de fútbol español situado en la ciudad de Utrera, Sevilla. Actualmente, juega en el grupo X de la Tercera Federación Española de Fútbol. Fue fundado en 1946 y su actual presidente es Ramón Sánchez García.
El CD Utrera disputa sus partidos en casa en el Nuevo Estadio Municipal San Juan Bosco, con una capacidad de 3500 espectadores.

## Historia
El club fue inscrito en la Federación Andaluza de Fútbol en 1946, pero en la temporada 1947/48 solo se disputaron amistosos.
La siguiente temporada, ya oficial, jugó en 2.ª Provincial, el C.D. Utrera quedó en segunda posición de la tabla clasificatoria, pero, tras la descalificación del campeón por irregularidades en la disputa de un partido, ascendió a Primera Regional Preferente. La temporada 1949/50 se consiguió un meritorio tercer puesto que le daba derecho a participar en la liguilla de ascenso en la que quedó subcampeón, lo que le otorgó el derecho a ascender a Tercera División.
Hasta la temporada 1967/68 el equipo permaneció en la que en esa época era la "División de Bronce". En la temporada 1957/58 57-58 estuvo a punto de lograr el ascenso en la que jugó una fase de promoción tras lograr una segunda plaza.
Tras la temporada 1967-1968, se llevó doce temporadas jugando por ligas locales, Primera y Segunda Regional, hasta que en la temporada 1978/79 logra el ascenso a Primera Regional Preferente. Cinco temporadas después logra el ascenso de nuevo a 3.ª División.
Consigue estar 5 años más y en la temporada 1988/89 logra el ascenso a Segunda División B. A las órdenes de Juan Corbacho, un equipo formado por jugadores ya curtidos en Tercera División, logró terminar en primer lugar de la clasificación final tras ganar 27 partidos, empatar 5 y perder 6, sumando un total de 59 puntos. La temporada siguiente, después de perder por 1-2 en casa ante el Granada, se consumó el descenso a Tercera División. Este solo fue el inicio de una nueve etapa negra en la historia del club, ya que al descenso a Tercera División de la temporada 89-90, le siguió otro la temporada siguiente, a la Primera Provincial Preferente, manteniéndose en esta categoría durante tres temporadas más.
Al final de la temporada 1993/94 se consigue el ascenso a Tercera División después de un triple empate entre los tres primeros, C.D. Utrera, Dos Hermanas y Alcalá, que favorece a los utreranos.
De la mano del técnico Salvador Ocaña y con un grupo de jóvenes jugadores procedentes en su mayoría del Sevilla FC, se consiguió la clasificación para la Liga de Ascenso a Segunda División B a tres jornadas del final, sellando el ascenso definitivo a esta división a falta de dos partidos, después de ganar cinco partidos y perder solo uno, el último, cuando ya estaba conseguido el objetivo. Como en la anterior ocasión en la que militó en Segunda División B, la experiencia solo duró una temporada, pues la siguiente, la 95-96 concluyó con un nuevo descenso.
En la temporada 1998/99 se vuelve a consumar un nuevo descenso a Primera Provincial Preferente. Esta época en Primera Provincial Preferente se alarga hasta la temporada 2003/04, en la que después de quedar en primer lugar la Federación Andaluza de Fútbol reestructura las competiciones a su cargo y crea una división intermedia entre la Primera Provincial Preferente y la Tercera División, que denominó Primera Andaluza Sénior, y a la que accedió el equipo.
La temporada 2009/10 se proclamó subcampeón en la liga regular, lo que le permitió disputar la liguilla de ascenso a Tercera División ante el San Fernando C.D. y que finalmente perdió.
En la temporada 2020/21 gana la primera Copa de la RFAF que se celebra, dándole la oportunidad de jugar la  Copa RFEF en la que caería en primera ronda. La Temporada siguiente vuelve a jugar la Copa de la RFAF cayendo en la Primera Ronda.
En la temporada 21-22 el CD Utrera queda segundo en la liga regular en el grupo X de tercera RFEF solamente por detrás del Recreativo de Huelva. Esta temporada sirve para conseguir la clasificación a la Copa de SM el Rey para la edición de la temporada 22-23 y para clasificarse al playoffs de ascenso a segunda RFEF, siendo uno de los campeones a nivel nacional del playoff y consiguiendo así el ascenso a 2ºRFEF para la temporada 22-23. En este equipo destacan jugadores veteranos que han pasado por diversas categorías del fútbol español como Rubén Cruz, Carlos Valverde o Edu Oriol, además de destacar otros jugadores como Antonio Ayala, Rober Luna o Alex del Río. Además en esta temporada se finalizan las obras de remodelación del estadio San Juan Bosco.
En la temporada 2022-23 el Utrera empieza la liga en 2ºFederación proclamándose como un equipo duro de batir a pesar de ser un recién ascendido. Sin embargo después de la victoria contra el Mar Menor CF el 30 de octubre de 2022, el Utrera se ve inmerso en una mala racha en los meses de noviembre y diciembre. En 7 (6 en liga, 1 en Copa), solamente el equipo pudo puntuar un empate ante el Recreativo de Huelva. Estos resultados y el cansancio de la afición hicieron que el club tomara la decisión de rescindir al entrenador del ascenso a 2ªFederación, José Cordero 'Rubio' para entregarle el control del equipo a Miguel Ángel Montoya, quien fuera entrenador del club varios años antes y que consiguió el último ascenso del CD Utrera a Tercera División en la temporada 2014/15. Aunque con su llegada el equipo adquirió una imagen algo más esperanzadora que la anterior, la mala suerte de cara al gol y las lesiones lastraron al club manteniéndolo en descenso. La temporada 2022-23 llega a su fin y el club termina como colista del grupo IV de 2ºFederación y la etapa de Antonio Camino al frente de la directiva utrerista llega a su fin después de varias temporadas donde el crecimiento de la entidad fue incontestable.
Con una renovación completa del equipo donde apenas quedaron la gran figura, “Plusco”, y varios jugadores de la cantera que debutaron en Segunda Federación, empezó la temporada 23-24. Entre los nuevos jugadores se incorporaron Joaquín, Navajas, Sergio o Rovira.
En la temporada 23-24 con el cambio de directiva y renovación de la plantilla se buscaba recuperar la ilusión perdida tras la lenta agonía en la cuarta categoría del fútbol español. Si bien, al principio de la temporada el equipo comenzó de gran manera posicionándose en la zona alta de la tabla clasificatoria, a partir de la mitad de temporada se dio una sucesión de resultados muy irregular que apeó al equipo de pelear por los puestos de playoff de ascenso. Sin embargo, en esta temporada destacaron ciertos jugadores, como es el caso del delantero utrerano Joaquín Delgado que con su magnífica temporada en la que se proclamó máximo goleador del grupo con 19 goles, fichó por el filial del Real Ovideo. El club consiguió un indiferente octavo puesto que al menos lo clasificaba para la Copa RFAF.

## Palmarés
- Tercera División: 1988/89
- Regional Preferente de Sevilla: 2003/04
- Copa RFAF: 2020/21